# NGC 1400
NGC 1400 is een elliptisch sterrenstelsel in het sterrenbeeld Eridanus. Het hemelobject werd op 20 september 1786 ontdekt door de Duits-Britse astronoom William Herschel.

## Synoniemen
- PGC 13470
- ESO 548-62
- MCG -3-10-22
- IRAS03372-1850